# 前川梓
前川 梓（まえかわ あずさ、1984年1月2日 - ）は、日本の小説家。兵庫県生まれ。2006年、京都精華大学人文学部卒業。
2006年、『ようちゃんの夜』でメディアファクトリー主催の第1回ダ・ヴィンチ文学賞を受賞しデビューした。

## 作品リスト
- ようちゃんの夜 （2006年8月、メディアファクトリー ダ・ヴィンチブックス） - 第1回ダ・ヴィンチ文学賞大賞受賞作
  - ようちゃんの夜 （2008年6月、メディアファクトリー MF文庫ダ・ヴィンチ） - 解説：矢崎仁司
- さよならサンドイッチ （2007年8月、メディアファクトリー ダ・ヴィンチブックス）